# Wyspa Jurija Kuczijewa
Wyspa Jurija Kuczijewa (ros. Остров Юрия Кучиева) – rosyjska wyspa na Oceanie Arktycznym. Wyspę odkryła latem 1880 roku ekspedycja Leigha Smitha, była wówczas uważana za część wyspy Nortbruk, jednak w 2008 roku potwierdzono, że część lądu stanowi osobną wyspę − Wyspę Jurija Kuczijewa.